# VFL Grand Final 1902
De VFL Grand Final 1902 was een Australian football wedstrijd tussen de Collingwood Football Club en de Essendon Football Club. De wedstrijd werd gespeeld in de Melbourne Cricket Ground (MCG) in Melbourne op 20 september 1902. Het was de vijfde jaarlijkse Grand Final van de Victorian Football League (VFL), gehouden om de premiers te bepalen van het seizoen VFL 1902. De wedstrijd, bijgewoond door 35.202 toeschouwers, werd gewonnen door Collingwood Football Club met een marge van 33 punten, waarmee ze hun eerste premiership wonnen.